# Таунсенд, Энди
Эндрю Дэвид Таунсенд (англ. Andrew David Townsend; р. 23 июля 1963, Мейдстоун, Англия) — ирландский футбольный полузащитник и спортивный комментатор. Выступал за английские футбольные клубы «Уэллинг Юнайтед», «Уэймут», «Саутгемптон», «Норвич Сити», «Челси», «Астон Вилла», «Мидлсбро» и «Вест Бромвич Альбион». Таунсенд сыграл 70 матчей и забил 7 голов за сборную Ирландии, играл на чемпионатах мира 1990 и 1994 годов, был капитаном сборной.

## Клубная карьера
Свою футбольную карьеру Таунсенд начал в скромном клубе «Уэллинг Юнайтед», за который в общей сложности сыграл 105 матчей. Параллельно он подрабатывал на полставки в районном совете Гринвича оператором ПК. В этот период к нему присматривались селекционеры «Чарльтона» и «Миллуолла», также Таунсенд две недели провёл на просмотре в «Шеффилд Уэнсдей».
В августе 1984 года Таунсенда за 13,5 тысяч фунтов приобрёл клуб «Уэймут», выступавший в Лиге Гола. Уже через полгода Таунсенду, хорошо проявившему себя в начале сезона, позвонил тренер «Саутгемптона» Лори Макменеми и предложил перейти в его клуб. В январе 1985 года Таунсенд перешёл в «Саутгемптон» за 35 тысяч фунтов и оказался в одной команде с игроками мирового уровня, такими как Питер Шилтон, Джо Джордан, Мик Миллз и Марк Райт. Макменеми поначалу отправил Таунсенда в резервный состав, но после травмы Марка Денниса поставил его в основной состав на позицию левого защитника. В том сезоне «Саутгемптон» получил право выступать в Кубке УЕФА, но английским клубам вскоре запретили участие в еврокубках из-за Эйзельской трагедии.
Следующий сезон для Таунсенда сложился неудачно — летом он сломал ногу во время товарищеского матча. Хотя он и провёл за «Саутгемптон» 83 матча и забил 5 голов, Таунсенду так и не удалось прочно закрепить за собой позицию основного полузащитника. В его приобретении был заинтересован «Вест Хэм Юнайтед», но 25 августа 1988 года он за 300 тысяч фунтов перешёл в «Норвич Сити». Таунсенд начал свой дебютный сезон в составе «Норвича» в дублирующем составе, но быстро пробился в основной и до конца сезона сыграл 36 матчей и забил 5 голов в Первом дивизионе. Его команда заняла четвёртое место в чемпионате и дошла до полуфинала Кубка Англии. Сам Таунсенд по итогам сезона был включён в команду года по версии ПФА.
Следующий сезон «Норвич» провёл значительно слабее, опустившись на 10-е место. Таунсенд, тем не менее, провёл достойный сезон, и в июле 1990 году его приобрёл лондонский «Челси», заплативший за трансфер 1,2 миллиона фунтов. В «Челси» Энди стал одним из ключевых игроков, за три сезона он сыграл за команду в общей сложности 134 матча, в которых забил 19 голов. Дважды, в сезонах 1990/1991 и 1991/1992 он был удостоен включения в команду года по версии ПФА, в 1991 году он был признан лучшим игроком года в «Челси».
В июле 1993 года Таунсенд за 2,1 миллиона фунтов перешёл в «Астон Виллу». Болельщики «Челси» плохо восприняли уход из команды одного из её ведущих игроков, и перед матчем двух команд в Лондоне Таунсенд был освистан. В 1994 году Энди выиграл с «Астон Виллой» свой первый трофей — Кубок Футбольной лиги. В 1995 году он стал капитаном команды и через год в этом качестве поднимал над головой второй Кубок лиги.
В сентябре 1997 года Таунсенд перешёл в «Мидлсбро» Брайана Робсона за 500 тысяч фунтов. В первом сезоне он помог команде занять второе место в первом дивизионе и дойти до финала Кубка лиги, где «Боро» проиграли «Челси». В следующем сезоне Таунсенд составил пару центральных полузащитников с Полом Гаскойном, с которым у него завязалась крепкая дружба. Они помогли «Мидсбро» закрепиться в середине турнирной таблицы Премьер-лиги. В 1999 году сообщалось об интересе к 36-летнему Таунсенду со стороны его бывших клубов, «Астон Виллы» и «Норвич Сити», однако он выбрал «Вест Бромвич Альбион», заплативший за его переход 50 тысяч фунтов. Из-за возраста и травмы колена 10 июля 2000 года Таунсенд объявил о завершении своей игровой карьеры.

## Сборная
Хотя Таунсенд родился в английском городе Мейдстоун, он получил возможность выступать за футбольную сборную Ирландии благодаря ирландскому происхождению своей бабушки. До приглашения в сборную он ни разу не бывал в Ирландии и поначалу испытывал дискомфорт из-за того, что выступал за команду чужой страны.
Таунсенд дебютировал в сборной Ирландии 7 февраля 1989 года в товарищеском матче против Франции, который завершился без забитых голов. После этого тренер Джек Чарльтон постоянно приглашал Таунсенда в сборную, а со временем назначил его капитаном. На чемпионатах мира 1990 и 1994 годов Таунсенд принял участие во всех матчах ирландской сборной.

## Достижения
Командные
«Астон Вилла»
- Обладатель Кубка Футбольной лиги (2): 1994, 1996
- Итого: 2 трофея

Личные
- Игрок года по версии болельщиков «Челси»): 1991
- Приз Алана Хардекера: 1996